# Кишлак (музыкант)
Кишла́к (настоящее имя — Макси́м Серге́евич Фисе́нко; род. 14 декабря 1998, Североморск, Мурманская область) — российский музыкальный исполнитель, музыкант и автор песен.

## Биография
Родился 14 декабря 1998 года в Североморске.
Детство было сопряжено с психологическими травмами и серьёзными испытаниями: дед и отец страдали алкоголизмом, последний избивал мать.

### Творческая деятельность
До проекта «Кишлак» Фисенко успел создать и закрыть много других проектов: «Автостопом по фазе сна», «Bisexual From The Village», «Солнечный Муслим», «Русалочье урочище», «писък» и другие малоизвестные. Творчество выкладывал на странице своего сообщества во «ВКонтакте».

## Инциденты
Фисенко неоднократно обвиняли в пропаганде наркотиков. Дважды на его концертах происходили массовые отравления. 4 июля 2024 года у Фисенко должен был быть концерт в фолк-баре «Викинг» в городе Омск, но выступление было сорвано по причине нападения на артиста, организаторов мероприятия, менеджера и зрителей группой неизвестных людей, которые распылили перцовый баллончик.

## Дискография

### Альбомы
- 2020 — «11:11»[13]
- 2020 — «Кто Я» (EP)[14]
- 2021 — «Сборник хуйни и картинки»[15]
- 2021 — «Screech» (EP) (Отменен)
- 2022 — «Эскапист»[16]
- 2022 — «Пацанский эмо-рэп» (EP)[17] (совместно с семьсот семь)
- 2023 — «СХИК2»[8][18]
- 2024 — «Пацанский эмо рэп 2» (совместно с семьсот семь)
- 2025 — «POPSA 2025»

### Синглы
- 2020
  - «Кто я»
- 2021
  - «Я уёбываю в джаз»
  - «lava» (совместно с семьсот семь)
  - «ВЫДУМАННЫЙ ДРУГ» (совместно с COLDAH)
  - «Марсиане»
  - «Лучше»
- 2022
  - «ЗПСН» (совместно с Роки)
  - «Музыка»
  - «ДВИНУЛСЯ НА ТЕБЕ» (совместно с GRILLYAZH)
- 2023
  - «Марина Обойкина»
  - «Апноэ»
  - «Болею тобой» (совместно с семьсот семь)
  - «Скорость света» (совместно с Космонавтов Нет)
- 2024
  - «STIGMATA»
  - «Громко» (совместно с Хаски)
  - «Отмена»
  - «Стиральная машина» (совместно с семьсот семь)
- 2025
  - «Заколдовала» (совместно с Диана Астер)
  - «02.06.2022»
  - «На баре» (совместно с БРЕДИШЬ)